# Scorpion (Busch Gardens Tampa)
Pour les articles homonymes, voir Scorpion (homonymie).
Scorpion sont des montagnes russes assises du parc Busch Gardens Tampa, situé à Tampa, en Floride, aux États-Unis. Il a ouvert en 1980, et a été ajouté à la nouvelle zone thématique Timbuktu.
Conçu et fabriqué par Anton Schwarzkopf, l'attraction est de modèle Silverarrow. Seulement trois montagnes russes de ce modèle existent ; Twist n' Shout à Loudoun Castle en Écosse (fermé depuis 2010) et un autre connu sous le nom Looping Star appartenant à la fête foraine itinérante Magic World en Afrique.
Après 44 ans de service, Busch Gardens annonce le 23 août que l'attraction fermera définitivement ses portes le 1er septembre 2024,. À la suite de nombreuses critiques du public jugeant la fermeture trop brutale, le parc repousse finalement la date de fermeture au 8 septembre 2024,.

## Parcours
Le parcours a une inversion ; un looping vertical de 12 mètres de hauteur.

## Statistiques
- Trains : 2 trains de 5 wagons. Les passagers sont placés par 2 de front sur 2 rangs pour un total de 20 passagers par train.